# Partit dels Treballadors d'Espanya-Unitat Comunista
El Partit dels Treballadors d'Espanya-Unitat Comunista va ser un partit polític espanyol. Va ser fundat per Santiago Carrillo i els seus seguidors després del seu abandó del Partit Comunista d'Espanya a l'octubre de 1985. Carrillo va inscriure a la seva formació amb el nom de Partit Comunista d'Espanya (Marxista-Revolucionari), per a més tard utilitzar el nom de PTE-UC.
No ha de confondre's amb el Partit del Treball d'Espanya, partit polític maoista amb certa implantació durant la dècada de 1970. Tampoc amb el Partit dels Treballadors d'Espanya (PTE-ORT), fruit de la unificació del Partit del Treball d'Espanya amb l'Organització Revolucionària dels Treballadors (ORT) i que va desaparèixer en 1980. Ni tampoc amb la coalició electoral de 1980 Unitat Comunista, germen del Partit Comunista d'Espanya Unificat (PCEU) que es va integrar en el Partit Comunista dels Pobles d'Espanya (PCPE) en 1984.

## Trajectòria
El 20 d'octubre de 1985 va celebrar la seva primera assemblea nacional, a la qual van assistir 1.700 delegats. Es va presentar a les eleccions generals de juny de 1986 sota la denominació de Mesa per a la Unitat dels Comunistes, obtenint 229.695 vots (l'1,1%).
A les Eleccions Municipals de 1987 el PTE-UC va obtenir 185.104 vots i 179 regidors, principalment a Andalusia (104), en concret a les províncies de Granada (59) i Sevilla (20). A València i Madrid va obtenir 19 i 11 regidors respectivament, amb un 2% dels vots. Altres percentatges significatius els va obtenir a Castelló i Valladolid, amb prop d'un 3% dels vots. A la Vall d'Uixó va ser la força més votada guanyant l'alcaldia. A la Diputació Provincial de Granada, amb el 5% dels vots, va assolir un diputat.
Aquest mateix any el PCE (M-R) va celebrar el seu Congrés Constituent, en el qual 841 delegats van escollir per unanimitat Santiago Carrillo com a president i Adolfo Piñedo Simal com a secretari general, així com un Comitè Central format per 57 membres.
Carrillo es va presentar a les Eleccions Europees de 1987, però no va assolir el seu objectiu, ja que va obtenir 222.680 vots (l'1,1%). Després de fracassar estrepitosament a les eleccions generals de 1989 (en les quals tot just va aconseguir 86.257 vots) va decidir integrar-se en el Partit Socialista Obrer Espanyol l'octubre de 1991 com corrent d'opinió, sota la denominació d'Unitat de l'Esquerra. El PCE (M-R) s'incorporà al PSOE amb 8.000 militants. El seu president, Santiago Carrillo, va optar per retirar-se de la política. Altres dirigents del partit han estat Julián Ariza Rico, Adolfo Piñedo Simal, Tomás Tueros Trueba o Antonio Rodrigo Torrijos.

## Resultats electorals
| Eleccions i data                    | Vots    | %    | Diputats (d) Regidors (r) |
| ----------------------------------- | ------- | ---- | ------------------------- |
| Congrés dels Diputats, juny de 1986 | 229.695 | 1,14 | -                         |
| Parlament Europeu, juny de 1987     | 222.680 | 1,16 | -                         |
| Municipals, Juny 1987               | 185.104 | 0,95 | 179 r.                    |
| Parlament europeu, Juny 1989        | 197.095 | 1,24 | -                         |
| Congrés dels Diputats, Octubre 1989 | 86.257  | 0,42 | -                         |